# اوبرژ (پچینتسی)
اوبرژ (به صربی: Obrež) یک منطقهٔ مسکونی در صربستان است که در منطقه شهری پچینتسی واقع شده‌ است. اوبرژ ۱٬۴۰۰ نفر جمعیت دارد.